# Rimavská Sobota
Rimavská Sobota (în germană Großsteffelsdorf, în maghiară Rimaszombat) este un oraș din Slovacia. Localitatea se află la altitudinea de 241 m deasupra n.m., se întinde pe o suprafață de 77,55 km2 și în 2017 număra 24010 de locuitori.

## Istoric
Localitatea Rimavská Sobota este atestată documentar din 1268.

## Demografie
| An:                | 1994   | 2004   | 2014   | 2024    |
| ------------------ | ------ | ------ | ------ | ------- |
| Număr de persoane: | 25.341 | 24.520 | 24.268 | 21.175  |
| Diferență:         |        | −3,23% | −1,02% | −12,74% |

| An:                | 2023   | 2024   |
| ------------------ | ------ | ------ |
| Număr de persoane: | 21.341 | 21.175 |
| Diferență:         |        | −0,77% |